# 賈納金廟

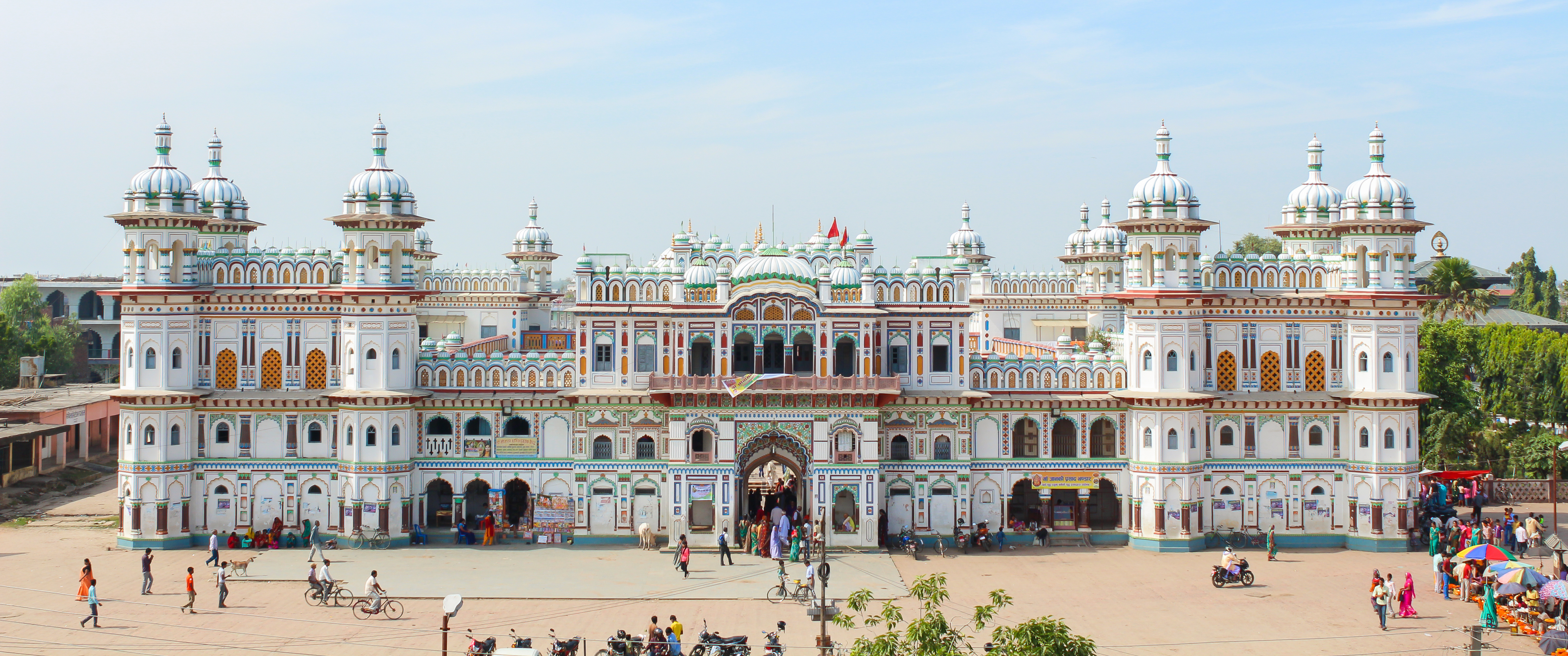

賈納金廟，是位於尼泊爾東南方城賈納克布爾的印度教寺院，供奉印度教女神悉多。
這座寺廟是拉傑普特人類型建築，也是尼泊爾境內重要的拉傑普特建築。寺廟面積為4,860平方英尺，高50米，外面是明亮的白色，由石頭和大理石組成的三層結構。所有60間房暑都裝飾有尼泊爾旗幟，彩色玻璃，雕刻和繪畫，配有美麗的格子窗和塔樓。根據傳說和羅摩衍那史詩，遮那加國王統治這地方，悉多是他女兒。她後來選擇阿逾陀国的羅摩作丈夫，這座廟就位於他們婚禮位置的附近。

## 歷史
寺廟俗稱Nau Lakha Mandir（意為“九拉克”）。造寺廟的費用是相同的金額：盧比九十九萬，由印度王后蒂卡姆加尔公元1910年修建了這座寺廟。
1657年，當時在森林中的修行人發現了一個女神悉多的金色雕像，據說悉多住在那裡。
2015年4月26日，據報寺廟部分建築倒塌。
每年來自尼泊爾各地，印度，斯里蘭卡和其他國家的成千上萬的印度教朝聖者參觀賈納金廟，敬拜羅摩和悉多，特別是德賽節和燈節。